# Font de Can Batista
La font de Can Batista és una font situada a la plaça del Col·legi del nucli urbà de Can Batista, al municipi de Subirats (Alt Penedès).
És una font d'obra decorada amb rajoles blanques i blaves formant un escacat als laterals inferiors, amb una coronació de tipus piramidal escalada. La part superior de la font està decorada amb rajola blanca, on hi ha l'aixeta. Al centre de la font hi ha el dipòsit que recull l'aigua.
L'estètica d'aquesta font és la mateixa que en d'altres barris de Subirats, fet que reforça la identitat municipal.